# Iglesia de San Pedro (Lambayeque)
La Iglesia San Pedro de Lambayeque es la principal iglesia en la ciudad homónima. Está bajo propiedad de la Iglesia católica. El edificio se empezó a mediados del XVII. La construcción fue declarado Monumento Histórico mediante R.S. N.º-2900-72-ED. La iglesia presenta un estilo arquitectónico renacentista y fue construida con ladrillo y cemento. Incluye un portal peatonal, dos torres gemelas, una nave central y dos naves laterales.

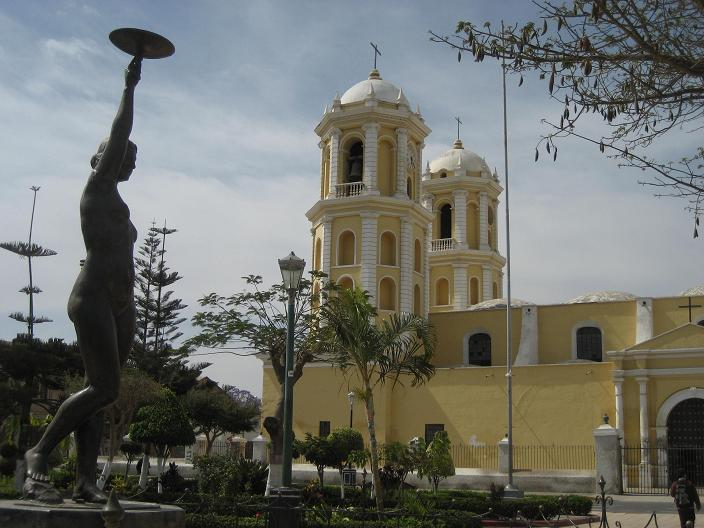
Vista de la Iglesia San Pedro desde la Plaza de Armas de la Ciudad.

## Galería

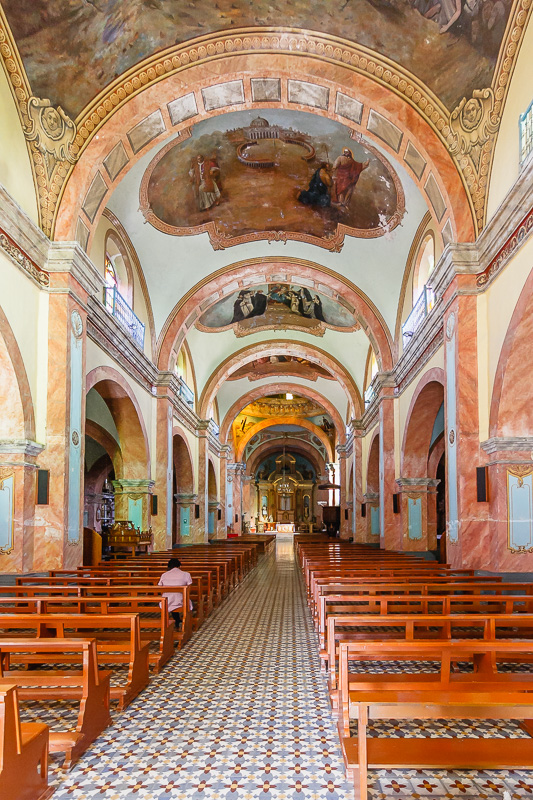
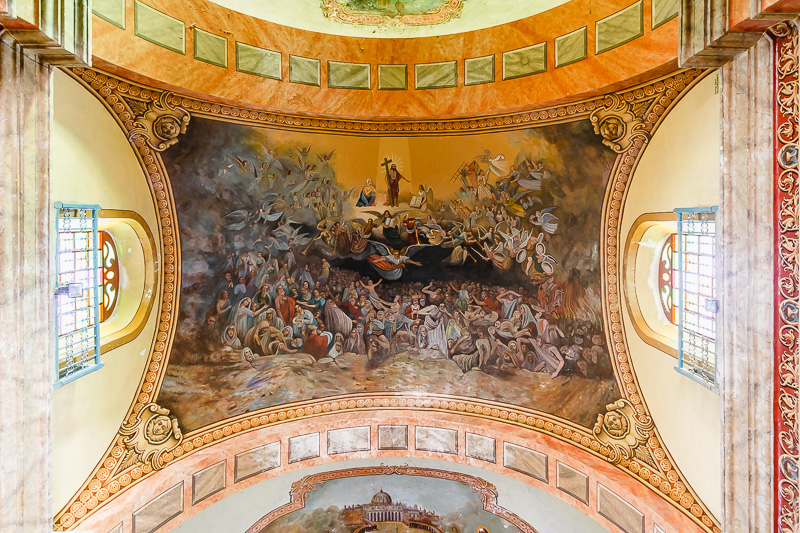
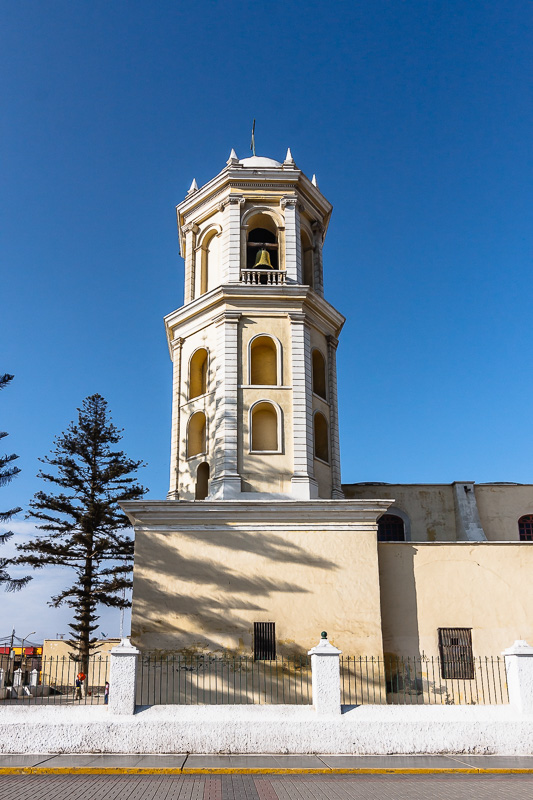
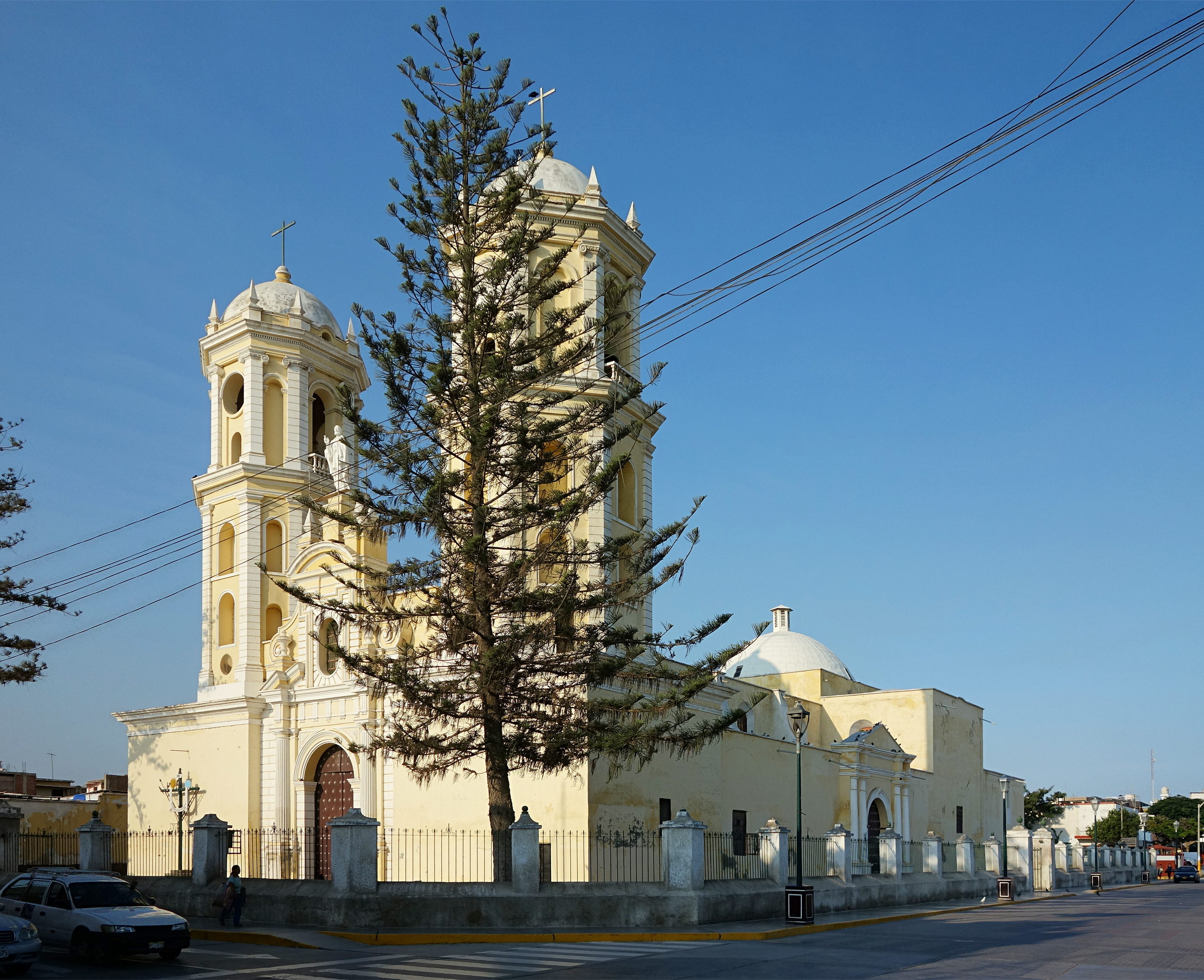